# Aloja
Aloja est une ville du nord de la Lettonie, située près de la frontière avec l'Estonie à 120 kilomètres de Riga et à 44 kilomètres de Valmiera. Elle a 1 354 habitants pour une superficie de 2,76 km2.

## Historique
À l'époque des croisades, à l'endroit de la ville actuelle se trouvait un campement fortifié Allenkile.
On suppose que le nom Aloja a emprunté à Allenkile la racine ale qui signifiait vallée en live.
Pour la première fois, la localité Aloja apparaît dans les sources historiques en 1449.
En 1565, son actuel territoire faisait partie de la propriété de Fabian Ungers.
La communauté évangélique luthérienne s'y est formée en 1534.
On y a érigé une église en 1695 dont le clocher jusqu'en 1706 se présentait comme un bâtiment à part.
Le soir du 24 mai 1768 toute la construction a entièrement brûlé après le coup de foudre lors d'un orage.
L'église a été reconstruite en pierres et bénite le 21 février 1776.
Son orgue a été fabriqué en 1856 (restauré au début du XXe siècle par M. Krēsliņš).
La communauté orthodoxe s'est formée en 1846, au sein du domaine des Stakenbergs (Stakenbergu muiža) qui par la suite a été attaché à Aloja.
Son église orthodoxe fut construite en 1895.
L'agglomération rurale de Aloja est fondée en 1903, autour des deux églises sur le domaine paroissial.
En 1911, on y a inauguré la maison des confréries, puis, en 1912 - la laiterie communale.
En 1925, Aloja est déclarée localité d'habitation dense (biezi apdzīvota vieta) selon les critères d'appellation d'avant guerre en Lettonie - la catégorie qui à partir de 1936 était officiellement renommé en village.
Après la réforme agraire de 1920, la construction s'accélère.
La ligne de chemin de fer Rīga – Rūjiena est inaugurée le 4 décembre 1937 (fermé en 1997).
En 1950, Aloja acquiert le statut de commune, puis, le 30 janvier 1992 le statut de ville avec l'attribution de blason et drapeau .
En 1990, on a inauguré un mémorial aux victimes de la terreur communiste à côté de l'église luthérienne.

## Ungurpils
Ungurpils ou Pirkules pils (Pürkeln) était une villa appartenant au départ à l’archevêché de Riga. Pour la première fois dans les documents historiques elle est évoquée en 1326. On suppose que sa construction date de l'époque de Oosthuizen. En 1399, elle fut achetée par un certain Gethards de Hongrie. Le nom letton de son clan se disait les Ungerni dont le nom de villa fut dérivé. Elle leur a appartenu jusqu'en 1760. De 1575 à 1581 ses propriétaires furent les russes. Au XVIIe siècle, le domaine du même nom a été bâti autour. Le vieux bâtiment fut démoli, à sa place on a construit une nouvelle maison de maître avec jardin qui après la réforme agraire hébergeait les six classes de l'école primaire. A la maison "Sīpoli" de la paroisse d'Ungurpils naquit le poète et membre du mouvement de Jeunes Lettons Auseklis (Miķelis Krogzemis), le 18 septembre 1850.
En 1944, Ungurpils a été brûlée par les Allemands.

## Démographie
En 2004, Aloja a 2572 habitants, dont 2253 Lettons, 115 Russes, 56 Biélorusses (56), 52 Lettons, 34 Ukrainiens, 26 Polonais et 17 Lituaniens.
Parmi les 2572 habitants, 2435 sont de nationalité lettone et 135 sont de nationalité étrangère.

## Galerie

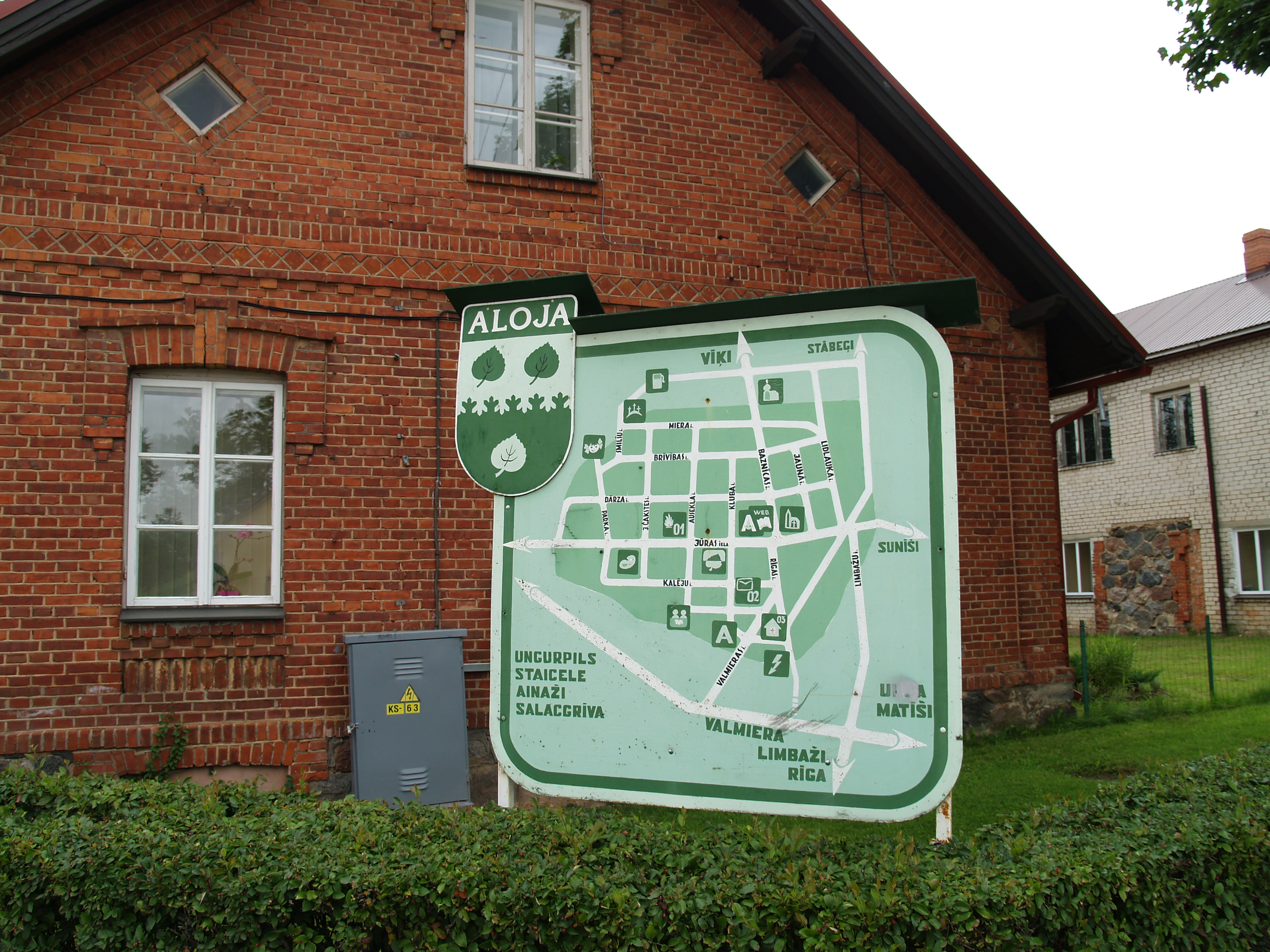
Panneau plan de ville.
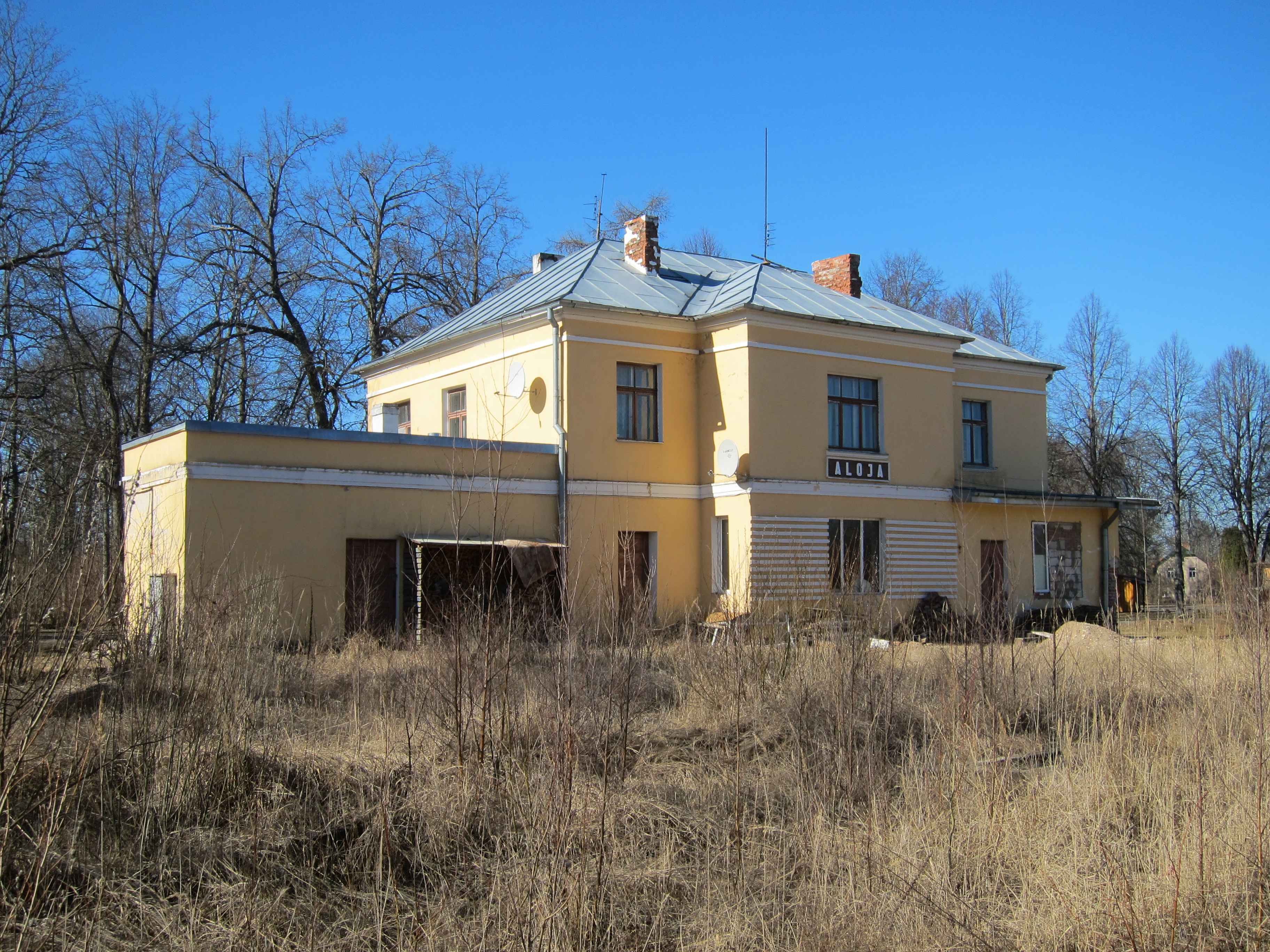
La gare d'Aloja.
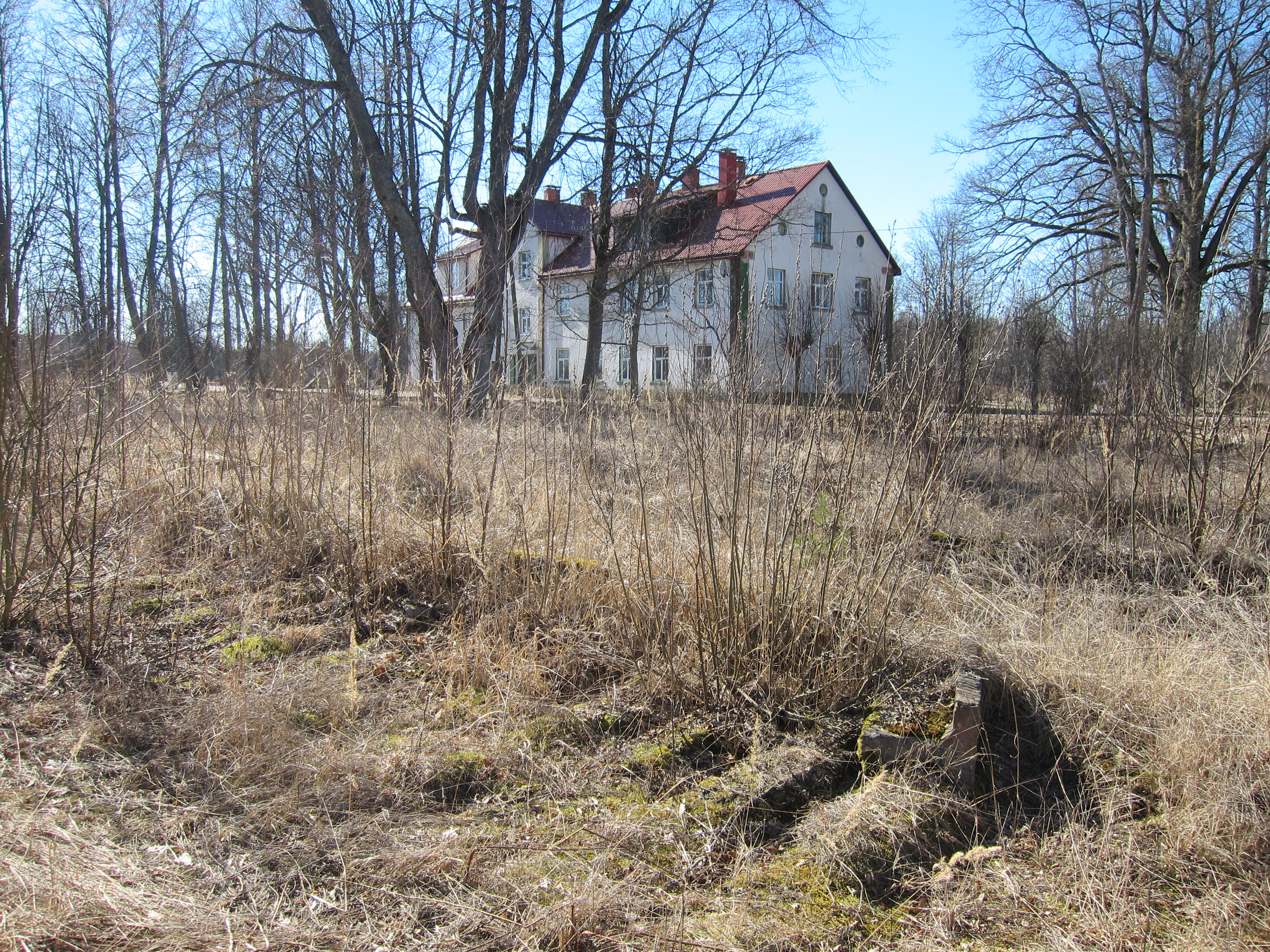
La ligne du chemin de fer d'Aloja.
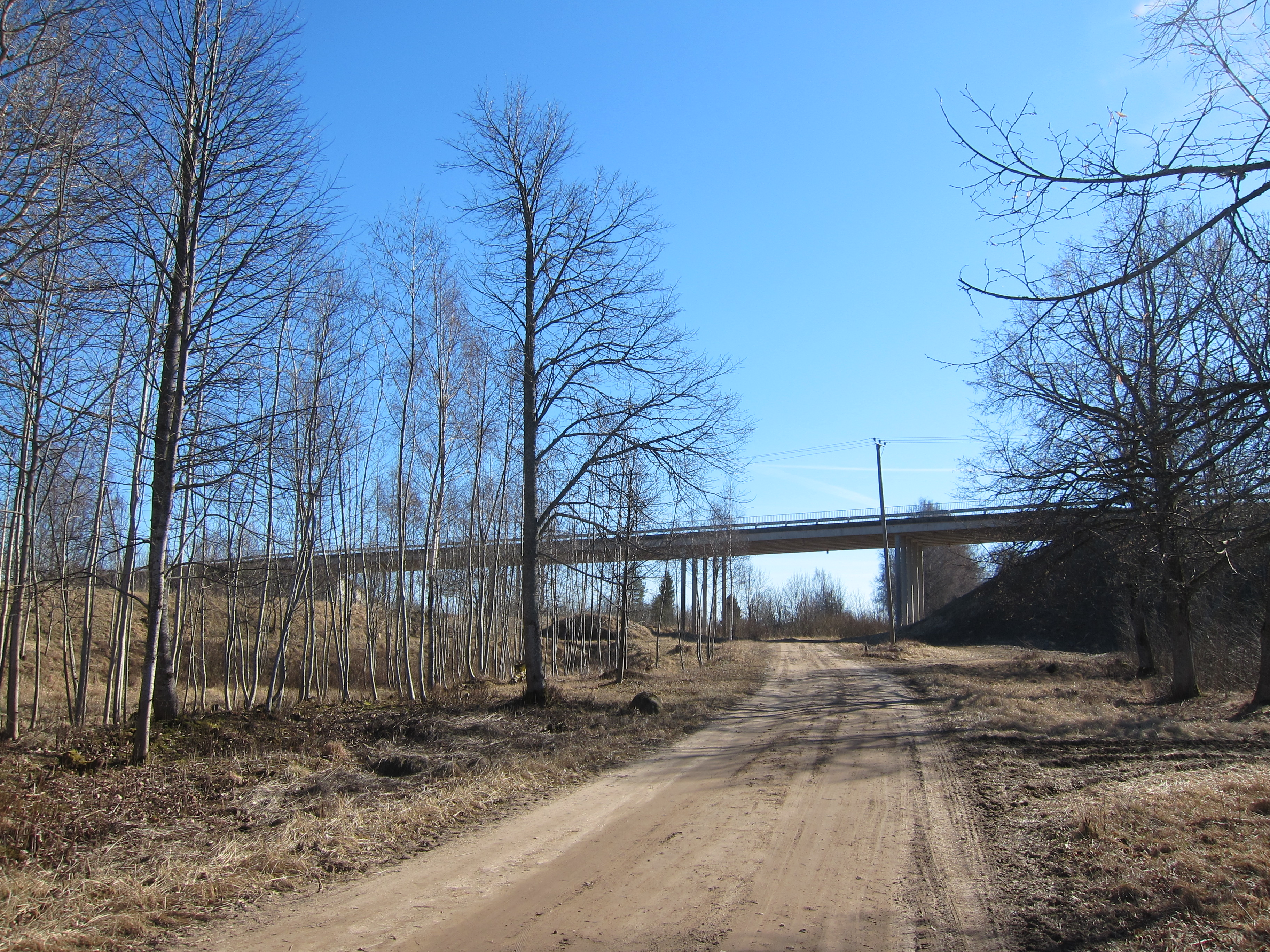
Le passage sous la route P15.
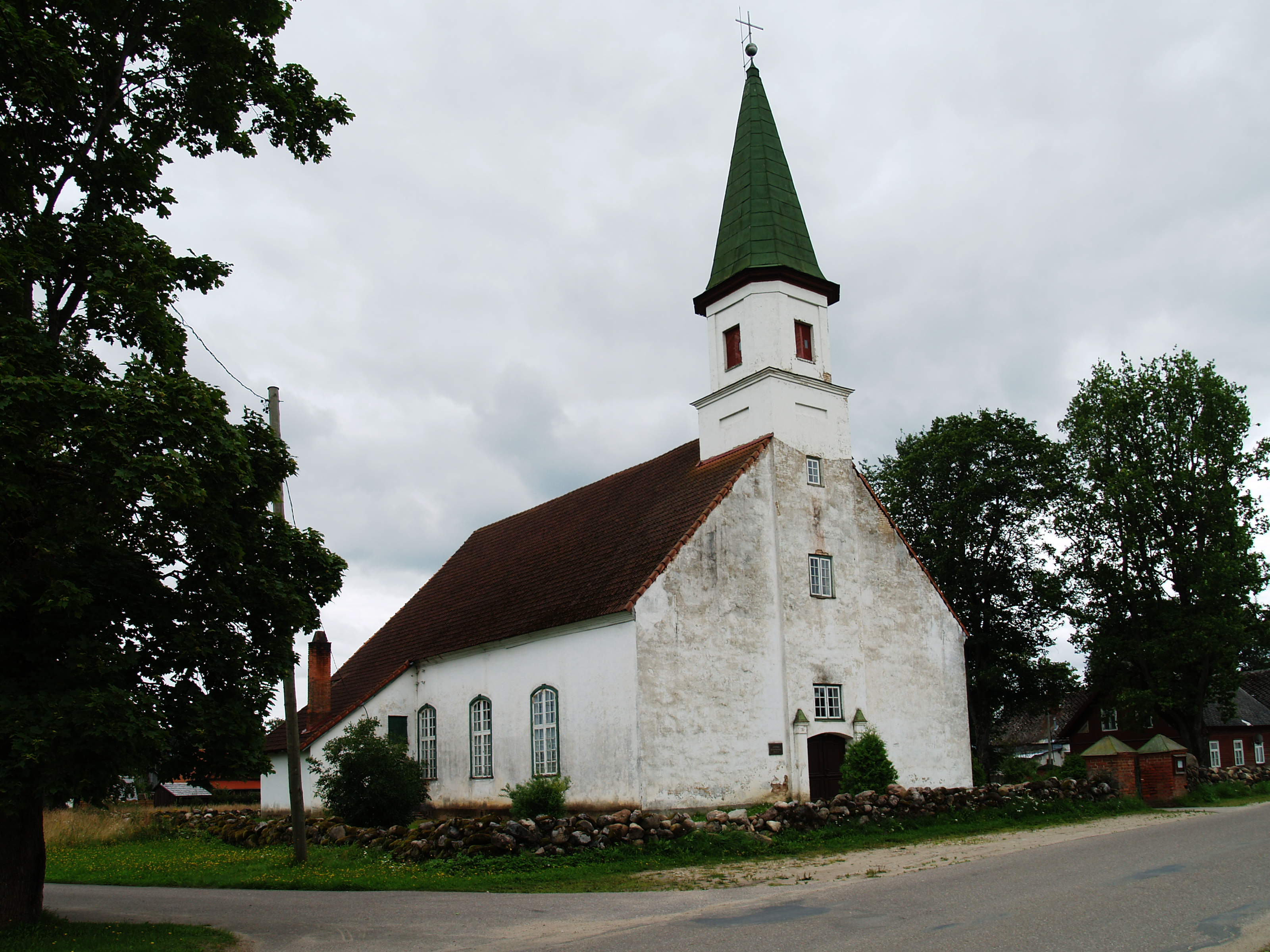
Église évangélique luthérienne d'Aloja.
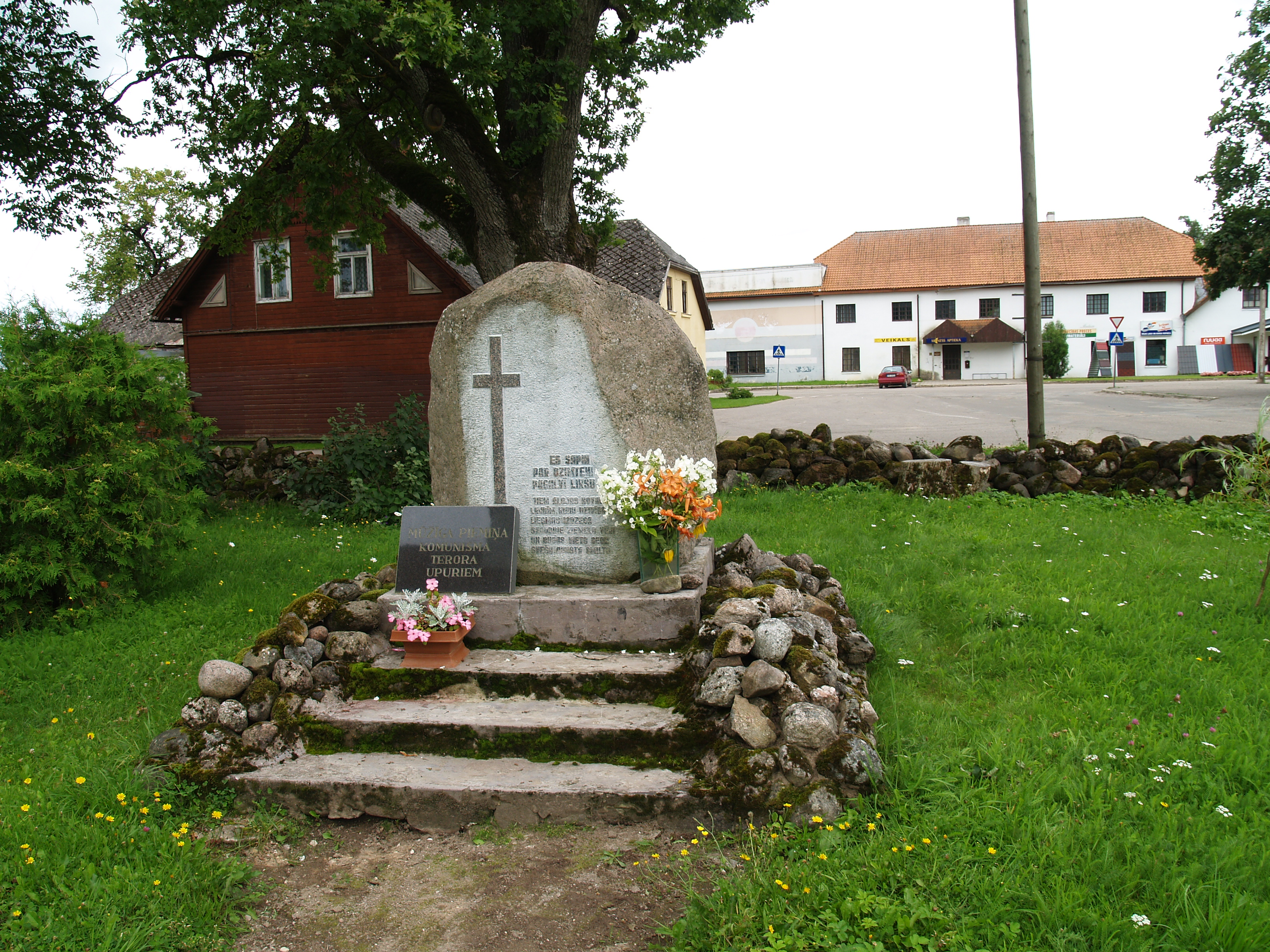
Mémorial aux victimes de la terreur communiste.
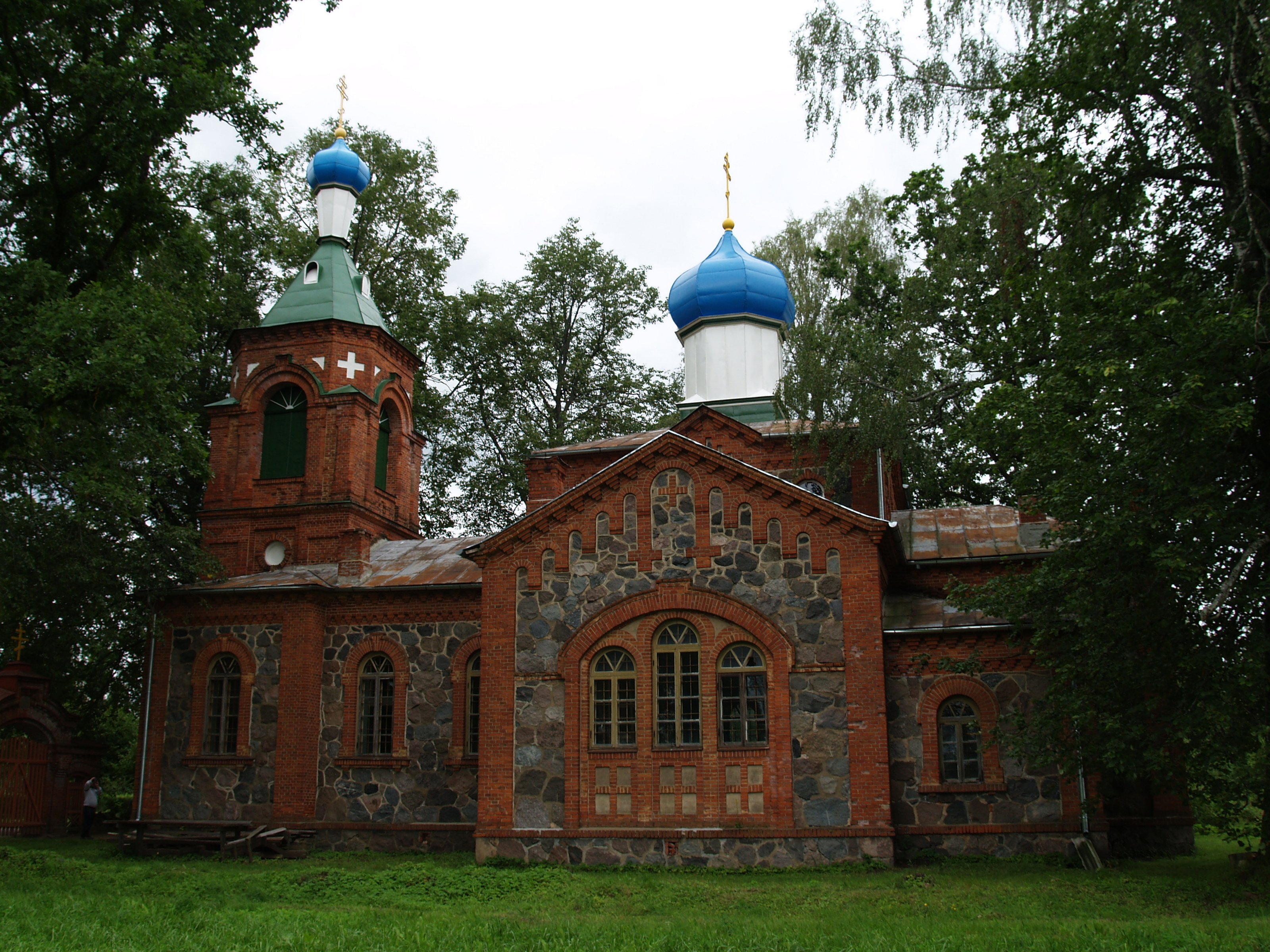
Église orthodoxe d'Aloja.
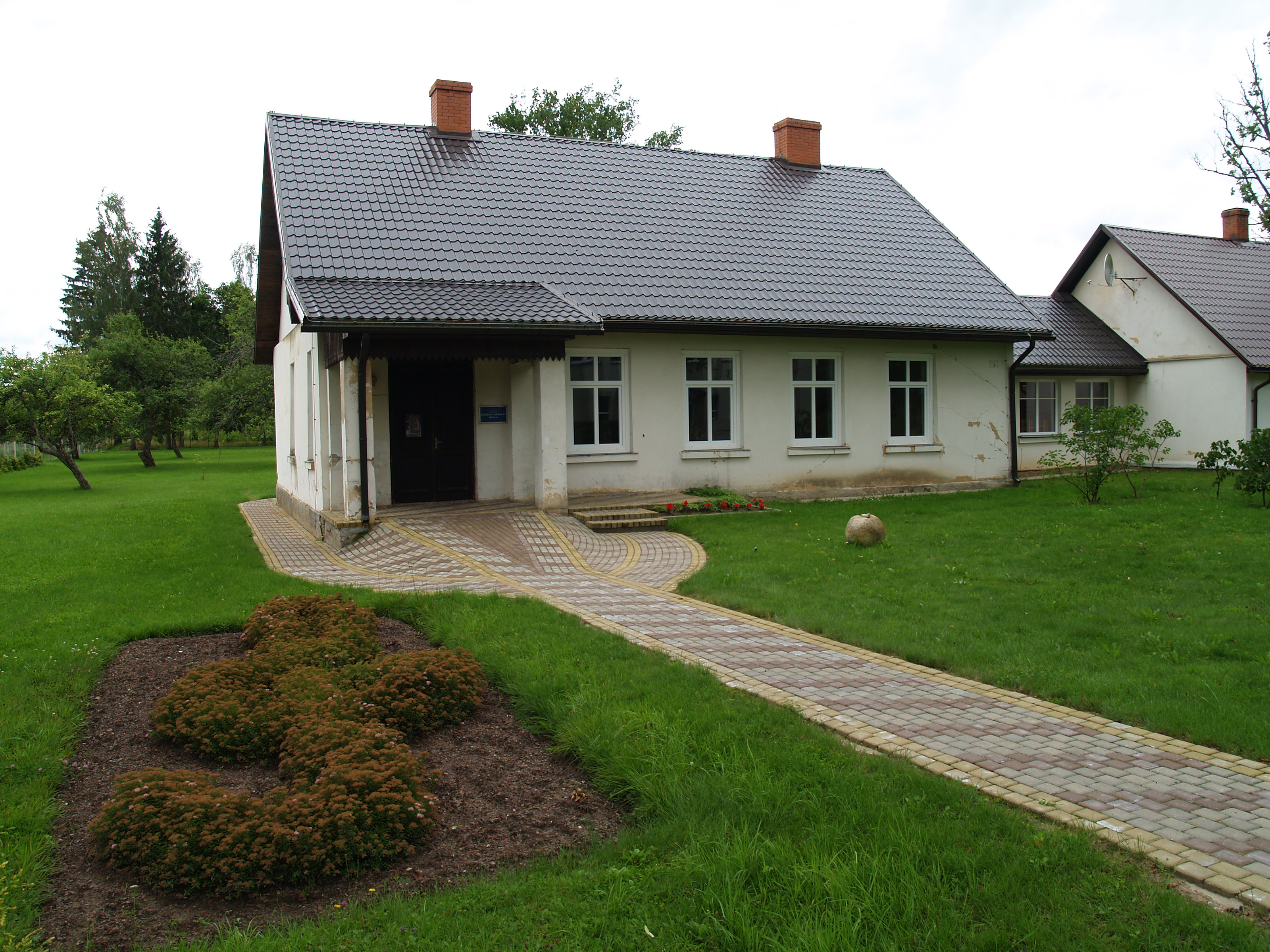
École de musique d'Aloja.
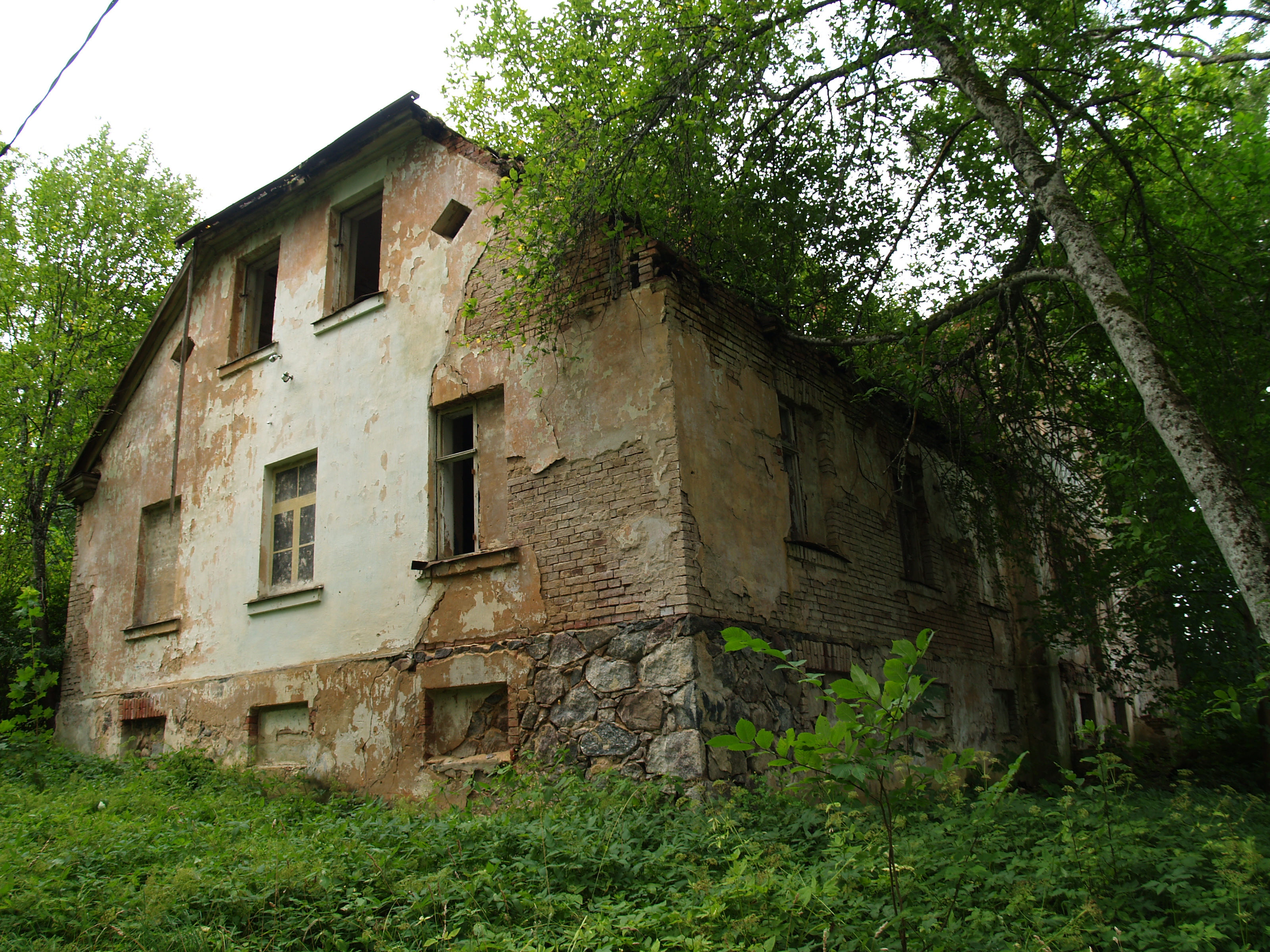
Ungurpils.
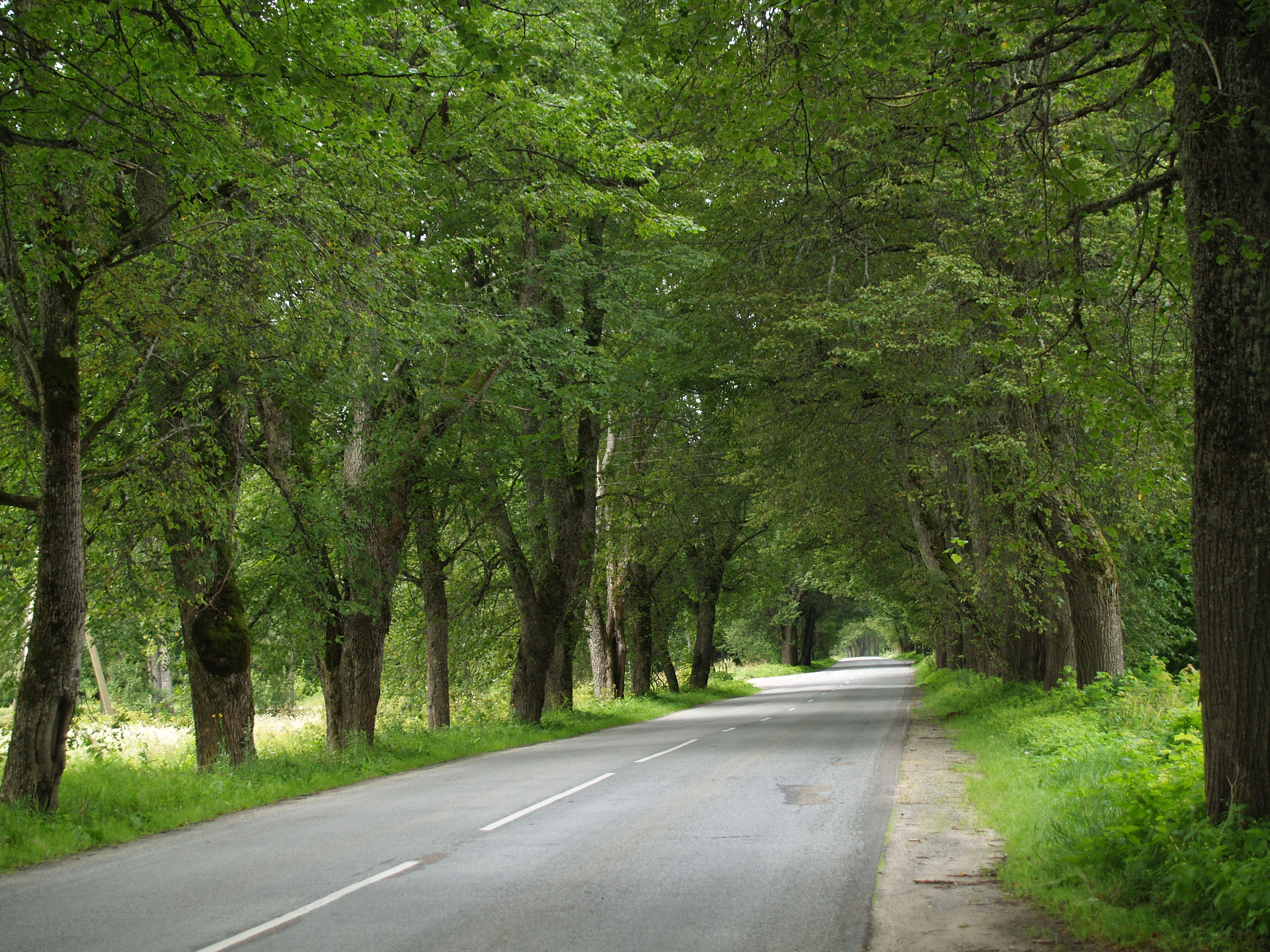
Allée d'Ungurpils.